# Egíalo
Egíalo (en griego, Αιγιαλός, cuyo significado es «franja costera») es el nombre de un topónimo griego que fue mencionado por Homero en el Catálogo de las naves de la Ilíada como parte del territorio que se encontraba bajo el mandato de Agamenón.
Según Estrabón, Egíalos era uno de los nombres antiguos de la ciudad que más tarde pasó a denominarse Mecone y aún más tarde recibió el nombre de Sición, mientras Egíalo designaba toda la franja costera que estaba entre Sición y la región de Élide, es decir, hasta Dime, dentro del territorio de Acaya. El geógrafo menciona una tradición según la cual los atenienses en un momento dado habían enviado una colonia de jonios a Acaya y entonces el territorio dejó de llamarse Egíalo y pasó a llamarse Jonia, y fundaron allí doce ciudades.
Pausanias recoge dos tradiciones acerca del origen del topónimo. En una de ellas el nombre era debido a un antiguo rey de Sición llamado Egialeo, que fundó también una ciudad conocida como Egialea en la llanura, de la cual, en tiempos de Pausanias quedaba solamente un santuario de Atenea en la antigua acrópolis. Por otra parte, la otra tradición defendía que el nombre de Egíalo era debido al carácter marítimo de la región. Sus habitantes se llamaban egialeos.